# Werke von Jakob Couven
Die folgende Liste führt die bekanntesten Werke (Gebäude, Inneneinrichtungen usw.) des Aachener Barockarchitekten Jakob Couven (1735–1812) auf, soweit sie sich anhand der Quellen zuordnen lassen. Die Auswahl bezieht sich auf die Auflistung von Joseph Buchkremer in seiner Publikation: Die Architekten Johann Joseph Couven und Jakob Couven in der Zeitschrift des Aachener Geschichtsvereins, in der einzelne Bauten exemplarisch näher beschrieben sind. Die meisten Bauwerke Jakob Couvens wurden im Zweiten Weltkrieg durch den Bombenhagel zerstört.

## Gebäude

### Erhaltene Gebäude
| Bezeichnung                   | Lage                                 | Bauzeit   | Beschreibung | Bild           |
| ----------------------------- | ------------------------------------ | --------- | --- | -------------- |
| Pachthof am Stift St. Gerlach | Houthem bei Valkenburg (NL) Standort | 1759      | Entwurf oder Vollendung der Pläne seines Vaters Johann Joseph beim Pachthof am Stift St. Gerlach in Houthem bei Valkenburg. Jakobs Vater entwarf bereits einen der Probsteiflügel bzw. ein Ökonomiegebäude, wobei es sich dabei auch um ein und dasselbe Gebäude wie der Pachthof handeln kann                                                       | weitere Bilder |
| Altes Kurhaus                 | Aachen, Kurhausstraße 1 (Standort)   | 1782–1786 | Jakob Couvens einziger Monumentalbau mit Stuckarbeiten von Petrus Nicolaas Gagini; Übergang von Barock in Louis-seize-Stil; in Teilen nach dem Krieg wieder originalgetreu aufgebaut | weitere Bilder |
| Wylre’sches Haus              | Aachen, Jakobstraße 35 (Standort)    | um 1785   | auch bekannt als Haus Heusch oder Palais Heusch nach der Aachener Familie Heusch, Weiterführung und Abschluss des von seinem Vater Johann Joseph Couven begonnenen Umbaus | weitere Bilder |
| Haus Brüssel                  | Aachen, Markt 43 (Standort)          | 1785      | Neubau mit Mansardendach eines zuvor kleineren und im gotischen Stil gehaltenen Vorgängergebäudes. Jetzt im charakteristischen Übergangsstil vom Rokoko zum Zopfstil. Aus der Zeit des gotischen Hauses stammen die noch heute sichtbaren massiven Kellergewölbe, die im gleichen Stil und aus dem gleichen Stein sind wie die des Hauses Löwenstein | weitere Bilder |
| Haus Monheim                  | Aachen, Hühnermarkt 17 (Standort)    | 1786      | Umbau des Coeberghischen Stockhauses für den Apotheker Andreas Monheim als repräsentatives Wohnhaus im Rokokostil, heute Sitz des Couven-Museums | weitere Bilder |

### Abgegangene Gebäude
| Bezeichnung                       | Lage                                              | Bauzeit   | Abgang           | Beschreibung | Bild                      |
| --------------------------------- | ------------------------------------------------- | --------- | ---------------- | --- | ------------------------- |
| Haus Fey                          | Aachen, Seilgraben 34 (Standort)                  | 1765–1767 | 1943/44          | Couven verband zwei bestehende Bauten durch einen Mittelbau und schuf damit eine schlossähnliche Dreiflügelanlage vom Typ des französischen Hôtel particulier mit einem Ehrenhof. Zur Straße hin schloss er das Grundstück durch eine Mauer mit Torbogen und zwei flankierende Pavillons ab. In dem zum Lousberg hin ansteigenden Garten legte er Treppen und Terrassen an und baute am Ende ein Gartenhaus. Von 1929 bis zu seiner Zerstörung am 14. Juli 1943 beherbergte der Komplex das erste Couven-Museum           | weitere Bilder            |
| Anbau für das Armenhaus Friesheim | Aachen, Bergdriesch 2, Ecke Seilgraben (Standort) | 1771–1774 | 1893             | Erweiterungsgebäude zu den seit 1717 bestehendem Komplex des Friesheimschen Armenhauses, Abriss aus Gründen einer zu engen Straßenflucht. | Haus Friesheim Aachen     |
| Haus Eckenberg                    | Aachen-Burtscheid (Standort)                      | 1788      | im 2. WK         | erbaut für die Burtscheider Familie Pastor. Aus dem zerstörten Gebäude wurde das schmiedeeiserne Treppengeländer zum Pfarrhaus der Heilig-Kreuz-Kirche in die Pontstrasse transloziert | Haus Eckenberg            |
| Apotheke Aldenhoven               | Aldenhoven                                        | 1796      | zerstört 1944/45 | Vierflügelanlage mit zweistöckigen in die Tiefe gestaffelten Seitenflügeln und Mansarddach | Apotheke Aldenhoven       |
| Haus zum Kardinal                 | Aachen, Alexanderstraße 12 (Standort)             | 1802      |                  | dreiachsige Fassade seitlich eingefasst durch gequaderte Lisenen, abgedeckt durch einen geradlinigen flachen Giebel abgedeckt mit Tympanon mit rundem Fenster mit Girlande. Das Portal eingefasst durch ornamentierte Wände, aus denen oben die starren, mit Kanelluren und den sogenannten Tropfen versehenen Konsolen hervortreten. Oberhalb des Portals ein Fenster als Balkontür ausgebildet mit verziertem Balkongitter und seitlich durch mäanderartig gebildete Schnecken mit dem Portal architektonisch verbunden | Haus zum Kardinal         |
| Wohn-, Gasthaus                   | Aachen, Friedrich-Wilhelm-Platz 7 (Standort)      |           |                  | 1820 von James Cockerill als Stadtwohnung von der Witwe Offermanns übernommen; 1830 im Rahmen des Aachener Aufruhrs vom 30. August 1830 schwer beschädigt und geplündert; seit 1837 Sitz der Erholungsgesellschaft Aachen | Friedrich-Wilhelm-Platz 7 |
| Hotel Zum Elefanten               | Aachen, Ursulinerstraße 11 (Standort)             |           |                  | | Hotel zum Elefanten       |
| Haus Beissel                      | Aachen, Jakobstraße 112 (Standort)                |           |                  | | Jakobstraße 112           |
| Hofgebäude                        | Aachen, Komphausbadstraße 31 (Standort)           |           |                  | mit Stuckarbeiten von Petrus Nicolaas Gagini im ersten Stock | Komphausbadstraße 31      |
| Haus Theissen                     | Aachen, Klosterplatz                              |           |                  | | Haus Theissen             |
| Haus Am Hauptmann                 | Aachen, Hotmannspief                              |           |                  | | Am Hauptmann              |
| Londoner Hof                      | Aachen, Kleinkölnstraße 18                        |           |                  | Umbau? | Kleinkölnstraße 18        |

## Zuschreibungen
Die folgenden Werke werden laut vorliegenden Quellen Jakob Couven zugeschrieben, die Zuordnung ist in manchen Fällen ungewiss bis unwahrscheinlich. Oftmals kann nicht zwischen den Werken von Vater und Sohn unterschieden werden, meist war der Vater Johann Joseph der Ideengeber und Jakob vervollständigte oder ergänzte die Planungen, wie beispielsweise möglicherweise beim Pachthof in Houthem oder beim Wylre’schen Haus.
| Bezeichnung                         | Lage                                         | Bauzeit       | Abgang              | Beschreibung | Bild                                             |
| ----------------------------------- | -------------------------------------------- | ------------- | ------------------- | --- | ------------------------------------------------ |
| Schloss Lemiers                     | Lemiers (NL) Standort                        | 1744          | bestehend           | Toranlage und Brücke im Louis-seize-Stil erbaut durch Vater Johann Joseph Couven; Jakob Couven ergänzte evtl. 1744 (sehr unsichere Zuschreibung, da war er erst 9 Jahre alt) den Südzugang durch einen Windfang und neuen Turmspitzen                                                        | weitere Bilder                                   |
| Hotel Germania                      | Heinsberg, Apfelstraße 55 Standort           | Mitte 18. Jh. | bestehend           | erbaut für die Grafen von Mirbach, ab Anfang 20. Jahrhundert Hotelbetrieb | Hotel Germania                                   |
| St. Jakobskirche                    | Maaseik (B), Bosstraat (Standort)            | 1767          | bestehend           | Barocke und im Louis-seize-Stil errichtete Klosterkirche für das Kloster des Ordens vom Heiligen Kreuz nach Entwürfen von Jakob Couven oder seinen Mitarbeitern. | weitere Bilder                                   |
| Eingangsportal der Lochnervilla     | Aachen, Karlsgraben 49 (heute 55) (Standort) | um 1773       | bestehend           | spätbarockes Blausteinportal eingerahmt von zwei ionischen Doppelpilastern | Karlsgraben 49                                   |
| Prämonstratenser-Kloster St. Marien | Heinsberg, Hochstraße 20 Standort            | 1774          | bestehend           | zwei viergeschossige Flügelbauten, verbunden durch einen zweigeschossigen Mittelbau, mit einem durch Lisenen eingefassten Mittelrisalit, darüber einen geschwungenen Giebel; zierliches Portal mit geschnitzter Tür                                                                          | Prämonstratenserkloster Heinsberg                |
| Guaita’sche Gartentreppe            | Aachen, Stadtgarten (Standort)               | um 1780       | bestehend           | Rokoko-Treppenanlage auf dem Stadtanwesen des Cornelius von Guaita in der Rosstraße, transloziert in den Stadtgarten Aachen an der Monheimsallee | weitere Bilder                                   |
| Haus Troistorff                     | Monschau (Standort)                          | 1783          | bestehend           | Zuschreibung nach heutigen Kenntnissen eher unwahrscheinlich | weitere Bilder                                   |
| Evangelische Kirche Monschau        | Monschau Standort                            | 1789          | bestehend           | Nur in der Quelle Buchkremer dem Jakob Couven zugeschrieben, da viele Details mit den Zeichnungen Jakob Couvens vollständig übereinstimmen sollen | weitere Bilder                                   |
| Ökonomiegebäude der Abtei Rolduc    | Kerkrade (NL), Heyendallaan 80 (Standort)    | 1792–1794     | bestehend           | Südlicher Gebäudetrakt zwischen Wasserturm und Abteikirche, später Abtwohnung, heute Hotel | weitere Bilder                                   |
| Villa Tivoli                        | Aachen, Krefelder Straße (Standort)          | 1806          | abgegangen vor 1908 | sehr unsichere Quellenlage, Zuschreibung eher unwahrscheinlich | Villa Tivoli, Stich von Thomas Cranz (1785–1853) |
| Couvenwandbrunnen                   | Aachen-Burtscheid (Standort)                 | vor 1800      | bestehend           | Brunnen wurde im Rahmen von späteren Baumaßnahmen am Wespienhauses für den dortigen Innenhof von Jakob Couven entworfen und nicht 1737 von seinem Vater, wie aktuelle Quellen belegen. Brunnen wurde 1928 in den Ehrenhof von Haus Fey und 1993 nach Burtscheid zum Abteiplatz transloziert. | weitere Bilder                                   |